# Großer Preis von Italien 1982
Der Große Preis von Italien 1982 (offiziell LIII Gran Premio d'Italia) fand am 12. September auf dem Autodromo Nazionale di Monza in Monza statt und war das 15. Rennen der Formel-1-Weltmeisterschaft 1982.

## Berichte

### Hintergrund
Im Vorfeld des vorletzten Rennens der Saison 1982 wurden die ersten künftigen Fahrerwechsel bekannt. So hatte René Arnoux einen Vertrag bei Ferrari unterschrieben. Eddie Cheever sollte ihn daraufhin bei Renault ersetzen. Da diese Wechsel jedoch erst für die Saison 1983 anstanden, musste man bei Ferrari als Ersatz für den verletzten Didier Pironi kurzfristig einen anderen Piloten engagieren, der dabei helfen konnte, die Führung des Teams in der Konstrukteurs-Weltmeisterschaft bis zum Saisonende zu verteidigen. Man fragte Mario Andretti, der das Angebot schließlich annahm.
Mit einem neuen Wagen trat Toleman an. Es handelte sich um das Modell Toleman TG183, welches vom Team offiziell gemeldet und von Derek Warwick auch im Rennen pilotiert wurde. Das Team Alfa Romeo hingegen testete ausschließlich während des Trainings zeitweise einen neuen Wagen, der mit einem Turbomotor ausgestattet war.
Keke Rosberg bestritt seinen 50. Grand Prix.

### Training
Der Formel-1-Rückkehrer Andretti sicherte sich zur Freude der italienischen Zuschauer im Ferrari 126C2 die Pole-Position. Sein Teamkollege Patrick Tambay folgte hinter dem amtierenden Weltmeister Nelson Piquet und vor dessen Teamkollegen Riccardo Patrese auf dem dritten Startplatz. Die beiden Renault von Alain Prost und Arnoux bildeten die dritte Reihe.

### Rennen
Da Andretti kein guter Start gelang, versuchte Prost, die Führung zu übernehmen, geriet jedoch dabei auf den Rasen neben der Strecke und fiel zurück. Kurzzeitig übernahm dadurch Piquet die Spitze, wurde jedoch noch während der ersten Runde von Arnoux, Tambay, Patrese und Andretti auf den fünften Rang verwiesen. Aufgrund eines Kupplungsdefektes fiel er im Laufe der folgenden Runden noch deutlich weiter zurück und gab das Rennen schließlich nach sieben Runden auf. Kurz zuvor war sein zwischenzeitlich auf dem zweiten Rang liegender Teamkollege Patrese ebenfalls aufgrund eines Kupplungsschadens ausgeschieden.
In der siebten Runde übernahm Prost infolge eines Überholmanövers gegen Andretti den dritten Rang. In der 27. Runde schied er jedoch aufgrund eines Defektes an der Einspritzanlage aus. Innerhalb der Spitzengruppe kam es daraufhin zu keinen weiteren Positionswechseln. Somit siegte Arnoux vor Tambay und Andretti. John Watson wurde Vierter vor Michele Alboreto und Cheever.
Der in der WM-Wertung führende Rosberg konnte das Rennen zwar beenden, erreichte jedoch aufgrund eines gebrochenen Heckflügels nicht die Punkteränge. Da Pironi aufgrund seiner im Training zum Großen Preis von Deutschland erlittenen Verletzungen nicht mehr antreten konnte, war Watson vor dem Saisonfinale in Las Vegas Rosbergs einzig verbliebener Kontrahent im Kampf um die Fahrer-Weltmeisterschaft.

## Meldeliste
| Team                           | Nr. | Fahrer             | Chassis        | Motor                    | Reifen |
| ------------------------------ | --- | ------------------ | -------------- | ------------------------ | ------ |
| Parmalat Racing Team           | 01  | Nelson Piquet      | Brabham BT50   | BMW M12/13 1,5 L4t       | G      |
| Parmalat Racing Team           | 02  | Riccardo Patrese   | Brabham BT50   | BMW M12/13 1,5 L4t       | G      |
| Team Tyrrell                   | 03  | Michele Alboreto   | Tyrrell 011    | Ford Cosworth DFV 3.0 V8 | G      |
| Team Tyrrell                   | 04  | Brian Henton       | Tyrrell 011    | Ford Cosworth DFV 3.0 V8 | G      |
| TAG Williams Team              | 05  | Derek Daly         | Williams FW08  | Ford Cosworth DFV 3.0 V8 | G      |
| TAG Williams Team              | 06  | Keke Rosberg       | Williams FW08  | Ford Cosworth DFV 3.0 V8 | G      |
| Marlboro McLaren International | 07  | John Watson        | McLaren MP4/1B | Ford Cosworth DFV 3.0 V8 | M      |
| Marlboro McLaren International | 08  | Niki Lauda         | McLaren MP4/1B | Ford Cosworth DFV 3.0 V8 | M      |
| Team ATS                       | 09  | Manfred Winkelhock | ATS D5         | Ford Cosworth DFV 3.0 V8 | G      |
| Team ATS                       | 10  | Eliseo Salazar     | ATS D5         | Ford Cosworth DFV 3.0 V8 | G      |
| John Player Team Lotus         | 11  | Elio de Angelis    | Lotus 91       | Ford Cosworth DFV 3.0 V8 | G      |
| John Player Team Lotus         | 12  | Nigel Mansell      | Lotus 91       | Ford Cosworth DFV 3.0 V8 | G      |
| Ensign Racing                  | 14  | Roberto Guerrero   | Ensign N181    | Ford Cosworth DFV 3.0 V8 | P      |
| Équipe Renault Elf             | 15  | Alain Prost        | Renault RE30B  | Renault EF1 1.5 V6t      | M      |
| Équipe Renault Elf             | 16  | René Arnoux        | Renault RE30B  | Renault EF1 1.5 V6t      | M      |
| Rothmans March Grand Prix Team | 17  | Rupert Keegan      | March 821      | Ford Cosworth DFV 3.0 V8 | P      |
| Rothmans March Grand Prix Team | 18  | Raul Boesel        | March 821      | Ford Cosworth DFV 3.0 V8 | P      |
| Fittipaldi Automotive          | 20  | Chico Serra        | Fittipaldi F9  | Ford Cosworth DFV 3.0 V8 | P      |
| Marlboro Team Alfa Romeo       | 22  | Andrea de Cesaris  | Alfa Romeo 182 | Alfa Romeo 1260 3.0 V12  | M      |
| Marlboro Team Alfa Romeo       | 23  | Bruno Giacomelli   | Alfa Romeo 182 | Alfa Romeo 1260 3.0 V12  | M      |
| Équipe Talbot Gitanes          | 25  | Eddie Cheever      | Ligier JS19    | Matra MS81 3.0 V12       | M      |
| Équipe Talbot Gitanes          | 26  | Jacques Laffite    | Ligier JS19    | Matra MS81 3.0 V12       | M      |
| Scuderia Ferrari SpA SEFAC     | 27  | Patrick Tambay     | Ferrari 126C2  | Ferrari 021 1.5 V6t      | G      |
| Scuderia Ferrari SpA SEFAC     | 28  | Mario Andretti     | Ferrari 126C2  | Ferrari 021 1.5 V6t      | G      |
| Arrows Racing Team             | 29  | Marc Surer         | Arrows A4      | Ford Cosworth DFV 3.0 V8 | P      |
| Arrows Racing Team             | 30  | Mauro Baldi        | Arrows A5      | Ford Cosworth DFV 3.0 V8 | P      |
| Osella Squadra Corse           | 31  | Jean-Pierre Jarier | Osella FA1D    | Ford Cosworth DFV 3.0 V8 | P      |
| Theodore Racing Team           | 32  | Tommy Byrne        | Theodore TY02  | Ford Cosworth DFV 3.0 V8 | G      |
| Toleman Group Motorsport       | 33  | Derek Warwick      | Toleman TG183  | Hart 415T 1.5 L4t        | P      |
| Toleman Group Motorsport       | 36  | Teo Fabi           | Toleman TG181C | Hart 415T 1.5 L4t        | P      |

## Klassifikationen

### Qualifying
| Pos. | Fahrer             | Konstrukteur    | Qualifikationstraining 1 | Qualifikationstraining 1 | Qualifikationstraining 2 | Qualifikationstraining 2 | Start |
| Pos. | Fahrer             | Konstrukteur    | Zeit                     | Ø-Geschwindigkeit        | Zeit                     | Ø-Geschwindigkeit        | Start |
| ---- | ------------------ | --------------- | ------------------------ | ------------------------ | ------------------------ | ------------------------ | ----- |
| 01   | Mario Andretti     | Ferrari         | 1:31,474                 | 228,262 km/h             | 1:28,473                 | 236,004 km/h             | 01    |
| 02   | Nelson Piquet      | Brabham-BMW     | 1:29,709                 | 232,753 km/h             | 1:28,508                 | 235,911 km/h             | 02    |
| 03   | Patrick Tambay     | Ferrari         | 1:29,275                 | 233,884 km/h             | 1:28,830                 | 235,056 km/h             | 03    |
| 04   | Riccardo Patrese   | Brabham-BMW     | 1:30,818                 | 229,910 km/h             | 1:29,898                 | 232,263 km/h             | 04    |
| 05   | Alain Prost        | Renault         | 1:30,488                 | 230,749 km/h             | 1:30,026                 | 231,933 km/h             | 05    |
| 06   | René Arnoux        | Renault         | 1:30,520                 | 230,667 km/h             | 1:30,097                 | 231,750 km/h             | 06    |
| 07   | Keke Rosberg       | Williams-Ford   | 1:32,340                 | 226,121 km/h             | 1:31,834                 | 227,367 km/h             | 07    |
| 08   | Bruno Giacomelli   | Alfa Romeo      | 1:33,703                 | 222,832 km/h             | 1:32,352                 | 226,091 km/h             | 08    |
| 09   | Andrea de Cesaris  | Alfa Romeo      | 1:32,546                 | 225,618 km/h             | 1:32,616                 | 225,447 km/h             | 09    |
| 10   | Niki Lauda         | McLaren-Ford    | 1:33,571                 | 223,146 km/h             | 1:32,782                 | 225,044 km/h             | 10    |
| 11   | Michele Alboreto   | Tyrrell-Ford    | 1:33,553                 | 223,189 km/h             | 1:33,134                 | 224,193 km/h             | 11    |
| 12   | John Watson        | McLaren-Ford    | 1:34,725                 | 220,428 km/h             | 1:33,185                 | 224,070 km/h             | 12    |
| 13   | Derek Daly         | Williams-Ford   | 1:33,887                 | 222,395 km/h             | 1:33,333                 | 223,715 km/h             | 13    |
| 14   | Eddie Cheever      | Ligier-Matra    | 1:34,357                 | 221,287 km/h             | 1:33,377                 | 223,610 km/h             | 14    |
| 15   | Jean-Pierre Jarier | Osella-Ford     | 1:33,531                 | 223,241 km/h             | 1:34,103                 | 221,885 km/h             | 15    |
| 16   | Derek Warwick      | Toleman-Hart    | 1:34,581                 | 220,763 km/h             | 1:33,628                 | 223,010 km/h             | 16    |
| 17   | Elio de Angelis    | Lotus-Ford      | 1:34,529                 | 220,885 km/h             | 1:33,629                 | 223,008 km/h             | 17    |
| 18   | Roberto Guerrero   | Ensign-Ford     | 1:35,593                 | 218,426 km/h             | 1:34,058                 | 221,991 km/h             | 18    |
| 19   | Marc Surer         | Arrows-Ford     | 1:34,343                 | 221,320 km/h             | 1:36,352                 | 216,705 km/h             | 19    |
| 20   | Brian Henton       | Tyrrell-Ford    | 1:35,640                 | 218,319 km/h             | 1:34,379                 | 221,236 km/h             | 20    |
| 21   | Jacques Laffite    | Ligier-Matra    | 1:34,659                 | 220,581 km/h             | 1:34,029                 | 222,059 km/h             | 21    |
| 22   | Teo Fabi           | Toleman-Hart    | 1:37,693                 | 213,731 km/h             | 1:34,780                 | 220,300 km/h             | 22    |
| 23   | Nigel Mansell      | Lotus-Ford      | 1:34,964                 | 219,873 km/h             | 1:35,106                 | 219,545 km/h             | 23    |
| 24   | Mauro Baldi        | Arrows-Ford     | 1:36,804                 | 215,694 km/h             | 1:34,977                 | 219,843 km/h             | 24    |
| 25   | Eliseo Salazar     | ATS-Ford        | 1:37,248                 | 214,709 km/h             | 1:34,991                 | 219,810 km/h             | 25    |
| 26   | Chico Serra        | Fittipaldi-Ford | 1:35,854                 | 217,831 km/h             | 1:35,230                 | 219,259 km/h             | 26    |
| DNQ  | Rupert Keegan      | March-Ford      | 1:37,370                 | 214,440 km/h             | 1:35,323                 | 219,045 km/h             | –     |
| DNQ  | Manfred Winkelhock | ATS-Ford        | 1:36,044                 | 217,400 km/h             | 1:35,701                 | 218,180 km/h             | –     |
| DNQ  | Raul Boesel        | March-Ford      | 1:36,811                 | 215,678 km/h             | 1:35,747                 | 218,075 km/h             | –     |
| DNQ  | Tommy Byrne        | Theodore-Ford   | 1:37,002                 | 215,253 km/h             | 1:36,032                 | 217,428 km/h             | –     |

### Rennen
| Pos. | Fahrer             | Konstrukteur    | Runden | Stopps | Zeit        | Start | Schnellste Runde |
| ---- | ------------------ | --------------- | ------ | ------ | ----------- | ----- | ---------------- |
| 01   | René Arnoux        | Renault         | 52     | 0      | 1:22:25,734 | 06    | 1:33,619 (25.)   |
| 02   | Patrick Tambay     | Ferrari         | 52     | 0      | + 14,064    | 03    | 1:33,949         |
| 03   | Mario Andretti     | Ferrari         | 52     | 0      | + 48,452    | 01    | 1:34,122         |
| 04   | John Watson        | McLaren-Ford    | 52     | 0      | + 1:27,845  | 12    | 1:35,569         |
| 05   | Michele Alboreto   | Tyrrell-Ford    | 51     | 0      | + 1 Runde   | 11    | 1:36,300         |
| 06   | Eddie Cheever      | Ligier-Matra    | 51     | 0      | + 1 Runde   | 14    | 1:36,841         |
| 07   | Nigel Mansell      | Lotus-Ford      | 51     | 0      | + 1 Runde   | 23    | 1:36,155         |
| 08   | Keke Rosberg       | Williams-Ford   | 50     | 1      | + 2 Runden  | 07    | 1:34,813         |
| 09   | Eliseo Salazar     | ATS-Ford        | 50     | 0      | + 2 Runden  | 25    | 1:37,597         |
| 10   | Andrea de Cesaris  | Alfa Romeo      | 50     | 1      | + 2 Runden  | 09    | 1:35,291         |
| 11   | Chico Serra        | Fittipaldi-Ford | 49     | 0      | + 3 Runden  | 26    | 1:39,887         |
| 12   | Mauro Baldi        | Arrows-Ford     | 49     | 0      | + 3 Runden  | 24    | 1:39,827         |
| –    | Roberto Guerrero   | Ensign-Ford     | 40     | 1      | NC          | 18    | 1:35,615         |
| –    | Elio de Angelis    | Lotus-Ford      | 34     | 1      | DNF         | 17    | 1:37,516         |
| –    | Bruno Giacomelli   | Alfa Romeo      | 33     | 0      | DNF         | 08    | 1:36,201         |
| –    | Marc Surer         | Arrows-Ford     | 28     | 1      | DNF         | 19    | 1:39,105         |
| –    | Alain Prost        | Renault         | 27     | 1      | DNF         | 05    | 1:33,842         |
| –    | Niki Lauda         | McLaren-Ford    | 22     | 0      | DNF         | 10    | 1:36,540         |
| –    | Jean-Pierre Jarier | Osella-Ford     | 10     | 0      | DNF         | 15    | 1:37,346         |
| –    | Nelson Piquet      | Brabham-BMW     | 8      | 0      | DNF         | 02    | 1:36,763         |
| –    | Riccardo Patrese   | Brabham-BMW     | 7      | 1      | DNF         | 04    | 1:34,007         |
| –    | Jacques Laffite    | Ligier-Matra    | 6      | 0      | DNF         | 21    | 1:40,050         |
| –    | Teo Fabi           | Toleman-Hart    | 2      | 0      | DNF         | 22    | 1:40,578         |
| –    | Derek Daly         | Williams-Ford   | 0      | 0      | DNF         | 13    | –                |
| –    | Derek Warwick      | Toleman-Hart    | 0      | 0      | DNF         | 16    | –                |
| –    | Brian Henton       | Tyrrell-Ford    | 0      | 0      | DNF         | 20    | –                |

## WM-Stände nach dem Rennen
Die ersten sechs des Rennens bekamen 9, 6, 4, 3, 2 bzw. 1 Punkt(e). In der Fahrerwertung wurden die besten elf Resultate, in der Konstrukteurswertung alle Resultate gewertet.

### Fahrerwertung
| Pos. | Fahrer              | Konstrukteur                  | Punkte |
| ---- | ------------------- | ----------------------------- | ------ |
| 01   | Keke Rosberg        | Williams-Ford                 | 42     |
| 02   | Didier Pironi       | Ferrari                       | 39     |
| 03   | John Watson         | McLaren-Ford                  | 33     |
| 04   | Alain Prost         | Renault                       | 31     |
| 05   | Niki Lauda          | McLaren-Ford                  | 30     |
| 06   | René Arnoux         | Renault                       | 28     |
| 07   | Patrick Tambay      | Ferrari                       | 25     |
| 08   | Elio de Angelis     | Lotus-Ford                    | 23     |
| 09   | Riccardo Patrese    | Brabham-Ford / Brabham-BMW    | 21     |
| 10   | Nelson Piquet       | Brabham-Ford / Brabham-BMW    | 20     |
| 11   | Michele Alboreto    | Tyrrell-Ford                  | 16     |
| 12   | Eddie Cheever       | Ligier-Matra                  | 11     |
| 13   | Derek Daly          | Theodore-Ford / Williams-Ford | 7      |
| 14   | Nigel Mansell       | Lotus-Ford                    | 7      |
| 15   | Carlos Reutemann    | Williams-Ford                 | 6      |
| 16   | Gilles Villeneuve † | Ferrari                       | 6      |
| 17   | Jacques Laffite     | Ligier-Matra                  | 5      |
| 18   | Andrea de Cesaris   | Alfa Romeo                    | 5      |
| 19   | Mario Andretti      | Williams-Ford / Ferrari       | 4      |

| Pos. | Fahrer             | Konstrukteur               | Punkte |
| ---- | ------------------ | -------------------------- | ------ |
| 20   | Jean-Pierre Jarier | Osella-Ford                | 3      |
| 21   | Marc Surer         | Arrows-Ford                | 3      |
| 22   | Bruno Giacomelli   | Alfa Romeo                 | 2      |
| 23   | Eliseo Salazar     | ATS-Ford                   | 2      |
| 24   | Manfred Winkelhock | ATS-Ford                   | 2      |
| 25   | Mauro Baldi        | Arrows-Ford                | 2      |
| 26   | Chico Serra        | Fittipaldi-Ford            | 1      |
| 27   | Brian Henton       | Arrows-Ford / Tyrrell-Ford | 0      |
| 28   | Jochen Mass        | March-Ford                 | 0      |
| 29   | Slim Borgudd       | Tyrrell-Ford               | 0      |
| 30   | Raul Boesel        | March-Ford                 | 0      |
| 31   | Roberto Guerrero   | Ensign-Ford                | 0      |
| 32   | Derek Warwick      | Toleman-Hart               | 0      |
| 33   | Geoff Lees         | Theodore-Ford / Lotus-Ford | 0      |
| –    | Teo Fabi           | Toleman-Hart               | 0      |
| –    | Riccardo Paletti † | Osella-Ford                | 0      |
| –    | Jan Lammers        | Theodore-Ford              | 0      |
| –    | Rupert Keegan      | March-Ford                 | 0      |
| –    | Tommy Byrne        | Theodore-Ford              | 0      |

### Konstrukteurswertung
| Pos. | Konstrukteur  | Punkte |
| ---- | ------------- | ------ |
| 01   | Ferrari       | 74     |
| 02   | McLaren-Ford  | 63     |
| 03   | Williams-Ford | 55     |
| 04   | Renault       | 59     |
| 05   | Lotus-Ford    | 30     |
| 06   | Brabham-BMW   | 22     |
| 07   | Brabham-Ford  | 19     |
| 08   | Tyrrell-Ford  | 16     |
| 09   | Ligier-Matra  | 16     |

| Pos. | Konstrukteur    | Punkte |
| ---- | --------------- | ------ |
| 10   | Alfa Romeo      | 7      |
| 11   | Arrows-Ford     | 5      |
| 12   | ATS-Ford        | 4      |
| 13   | Osella-Ford     | 3      |
| 14   | Fittipaldi-Ford | 1      |
| 15   | March-Ford      | 0      |
| 16   | Theodore-Ford   | 0      |
| –    | Toleman-Hart    | 0      |
| –    | Ensign-Ford     | 0      |